# Мягково (Тюковское сельское поселение)
Мягково — деревня в Клепиковском районе Рязанской области. Входит в состав Болоньского сельского поселения.

## География
Находится в северной части Рязанской области на расстоянии приблизительно 12 км на запад-юго-запад по прямой от районного центра города Спас-Клепики.

## История
На карте 1850 года показана как поселение с 7 дворами. В 1859 году здесь (тогда деревня Рязанского уезда Рязанской губернии) было учтено 3 двора, в 1897 — 28.

## Население
Численность населения: 115 человек (1859 год), 150 (1897), 81 в 2002 году (русские 95 %), 69 в 2010.